# Schönhausen (Wegberg)
Schönhausen ist ein Ortsteil der Mittelstadt Wegberg im Kreis Heinsberg im Bundesland Nordrhein-Westfalen.

## Geografie

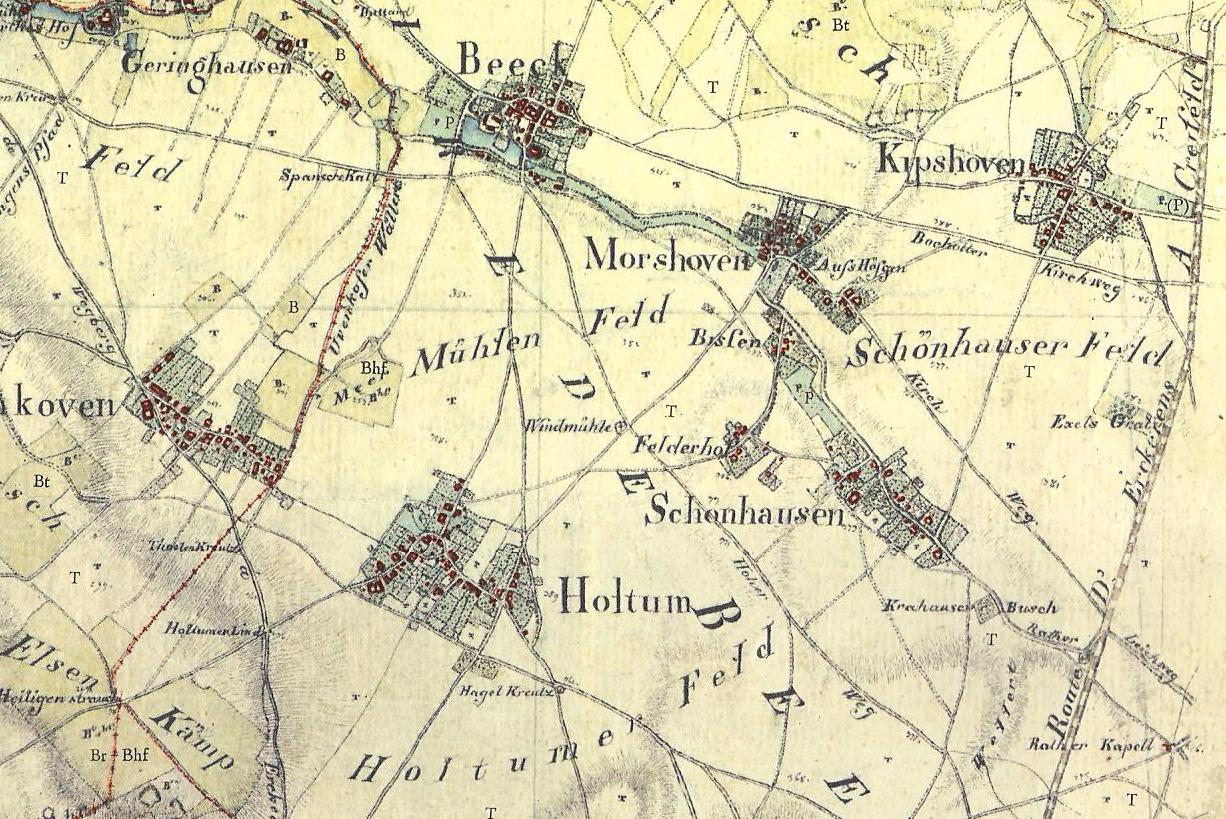
Tranchot-Karte 1806

### Lage
Schönhausen liegt südöstlich von Wegberg. Der Beeckbach fließt von Erkelenz kommend nach südwestlicher Umführung mitten durch die Ortschaft Schönhausen und mündet in Wegberg in die Schwalm. 1999 wurde der Beeckbach zum Hochwasserschutz renaturiert.

### Nachbarorte
| Felderhof | Moorshoven                                  | Kipshoven    |
| Holtum    | Kompassrose, die auf Nachbargemeinden zeigt | Mehlbusch    |
| Kehrbusch | Isengraben                                  | Rath-Anhoven |

## Geschichte

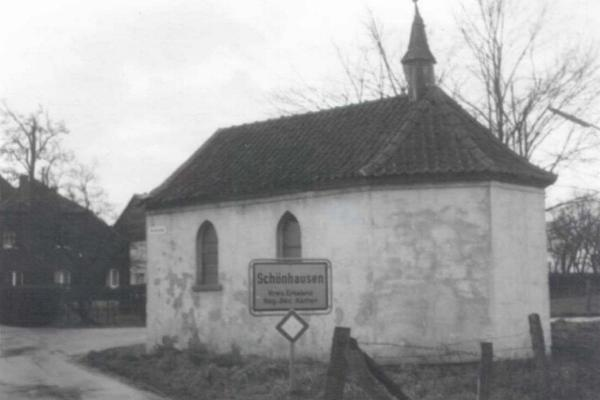
Die alte Kapelle im Jahre 1969 kurz vor dem Abriss

Die erste bekannte urkundliche Erwähnung von Schönhausen liegt im Jahre 1325. Im Heimatkalender des Jahres 1966 werden die Herren von Moorshoven beschrieben, wo auf Seite 44 der Ort Schönhausen mit Schonhusen benannt ist. 1505 wurde daraus Schonesen, 1554 hieß der Ort Schoinhuissen und 1669 Schoenhusen.

## Infrastruktur
- Mehrere Kleingewerbebetriebe haben in Schönhausen ihren Sitz.
- Ein Kinderspielplatz wurde in Eigenleistung erstellt.

## Sehenswürdigkeiten

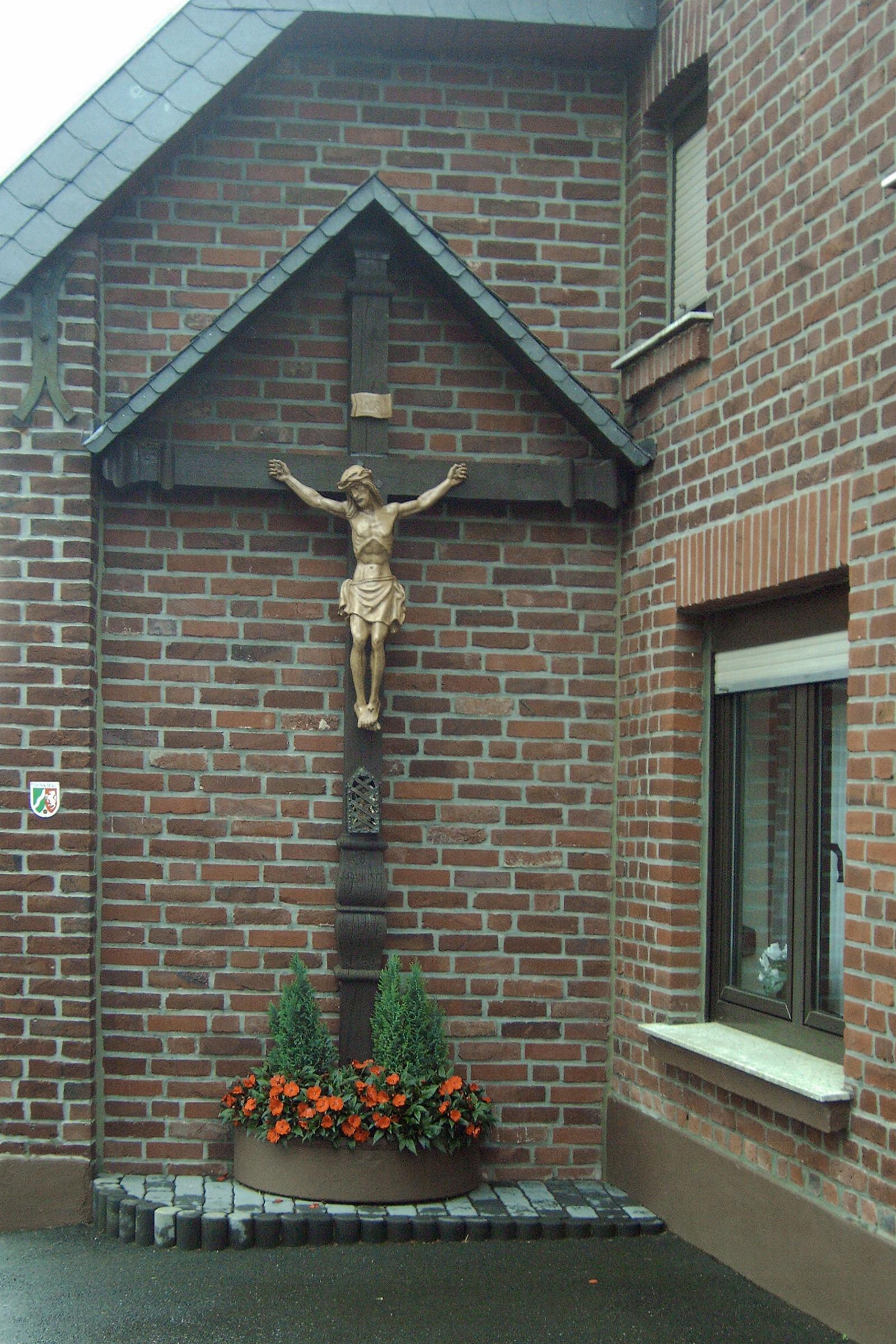
Denkmal Nr. 108 in Wegberg

- Kapelle erbaut im Jahre 1972. Sie ist dem hl. Antonius geweiht als Nachfolgebau der Kapelle von 1854 bis 1969.
- Dorfkreuz von 1746 als Denkmal Nr. 108
- Fachwerkhaus aus dem 18. Jahrhundert als Denkmal Nr. 109
- Gedenkstein mit den Daten der Dorfgeschichte

## Verkehr
WestVerkehr bedient den Ort mit der AVV-Buslinie 411. Diese ist vor allem auf die Schülerbeförderung von und nach Wegberg ausgerichtet. Abends und am Wochenende kann der MultiBus angefordert werden.
| Linie | Verlauf |
| ----- | --- |
| 411   | morgens: Kehrbusch → Isengraben → Flassenberg → Rath-Anhoven Schule → Schönhausen → Felderhof → Bissen bei Beeck → Moorshoven → Holtum → Uevekoven → Wegberg → Beeck Grundschule morgens: Bissen → Busch → Holtmühle → Kipshoven → Gripekoven – Ellinghoven → Beeck Grundschule → Wegberg mittags/nachmittags: Wegberg → Beeck Grundschule → Holtum → Uevekoven → (Bissen →) Busch → Holtmühle → Kipshoven → Gripekoven → Ellinghoven → Moorshoven → Bissen bei Beeck → Felderhof → Schönhausen → Rath-Anhoven Schule → Isengraben → Flassenberg → Kehrbusch |

## Vereine
- Kapellengemeinschaft Bissen-Felderhof-Schönhausen
- Freiwillige Feuerwehr Wegberg, Löschgruppe Moorshoven, zuständig auch für die Ortschaft Schönhausen.
- Dorfgemeinschaft Schönhausen e. V.
- St.-Martin-Gesellschaft. Gegründet 1913. Organisiert den traditionellen Martinszug durch die Orte Moorshoven, Bissen, Felderhof und Schönhausen.